# Staf Van Eyken
Gustaaf (Staf) Van Eyken (Bonheiden, 21 april 1951) is een Vlaamse crimineel die tussen oktober 1971 en maart 1972 in Muizen en Bonheiden drie vrouwen verkrachtte en wurgde. Omdat hij zijn slachtoffers ook beet, kreeg hij de bijnaam "De Vampier van Muizen". In 1974 werd hij door een Antwerps assisenhof tot de doodstraf veroordeeld, die automatisch werd omgezet in levenslang.

## Biografie

### Jeugdjaren
Van Eyken groeide op in een marginaal gezin in Bonheiden. Zijn vader was een alcoholist en vechtersbaas die op een dag zijn vrouw, Marie, en twee kinderen, Staf en Jenny, in de steek liet. Hij sloot zich aan bij het Vreemdelingenlegioen omdat hij een moord op zijn geweten had. Stafs moeder hertrouwde en kreeg nog een dochtertje, maar haar nieuwe echtgenoot was eveneens een agressieve man met een drankprobleem. Zij kreeg later multiple sclerose en belandde in een rolstoel. Omdat ze niet meer voor haar dochtertje kon zorgen werd het kind ondergebracht bij de buren, een bejaard koppel. Ze kwamen alle drie op tragische wijze om door de uitwasemingen van hun kachel.
Staf Van Eyken groeide op als een onhandelbaar kind dat vaak mishandeld werd door zijn stiefvader. Naar eigen zeggen werd hij vanaf zijn negende vier jaar lang seksueel misbruikt door zijn tante. In augustus 1965, toen Staf veertien jaar oud was, randde hij een 11-jarig meisje aan en werd naar het verbeteringsgesticht van Mol gestuurd. Hij verhuisde van de ene instelling naar de andere, voerde op zijn 18de zijn legerdienst uit en werkte hierna als spoorwegarbeider in het rangeerstation van Muizen.

### "De Vampier van Muizen"
In 1971 werd Van Eyken een lust- en seriemoordenaar. Zijn eerste slachtoffer was Marie-Thérèse Rosseel, het 18-jarige dienstmeisje van een plaatselijke textielbaron, op 15 oktober. Van Eyken verkrachtte en wurgde haar en bewerkte haar vervolgens met een mes. Hij beet haar op diverse intieme plaatsen terwijl hij zich aan haar vergreep, wat hem later de bijnaam "De Vampier van Muizen" zou bezorgen.
De tweede vrouw die door hem verkracht en vermoord werd was Ida Smeets, de 47-jarige vrouw van advocaat en universiteitsprofessor Frans van Isacker. Hij had haar naar een verlaten fabrieksterrein gesleurd en probeerde haar te verkrachten. Dit mislukte en daarom wurgde hij haar, keerde naar huis om te eten en vertrok toen terug naar zijn slachtoffer om haar alsnog seksueel te misbruiken. Toen bleek dat de vrouw nog leefde, randde hij haar opnieuw aan en wurgde haar ditmaal definitief. Deze gruwelijke moord vond plaats op dezelfde dag dat zijn moeder overleed in een gespecialiseerde kliniek in Vilvoorde.
Op 19 maart 1972 vermoordde Van Eyken zijn derde en laatste slachtoffer Lutgarde Van der Wilt, een 19-jarige studente, met wie hij in een jeugdclub had gedanst. Ook zij werd verkracht, gewurgd en net als de vorige twee slachtoffers in de borsten gebeten. Toen men haar lijk terugvond, fietste Van Eyken langs de locatie en gedroeg zich nogal vreemd. De speurders vonden dit verdacht en schaduwden hem op weg naar zijn huis. Daar zag men dat hij een bloedvlek op zijn mouw had. Hij werd meteen gearresteerd. Van Eyken bekende de moorden meteen en stond er expliciet op dat men hem opsloot. Bevreesd voor de duistere kant van zichzelf zou hij later nooit om een voorwaardelijke invrijheidsstelling vragen.
Na Van Eykens arrestatie bleek dat hij nog een jonge vrouw had proberen aan te randen en te wurgen, maar zij had het buiten zijn medeweten overleefd. Tijdens het onderzoek bleek dat hij nog een heleboel andere vrouwen seksueel misbruikt had en getracht had hen te vermoorden. Deze zedenfeiten waren echter niet op zijn strafblad beland, omdat men destijds minderjarigen nog een tweede kans wilde geven.

## Gevangenisstraf
Sinds 1972 zit Van Eyken in de cel. Hij zit zijn straf uit in de gevangenis van Leuven-Centraal. Met 53 jaar achter de tralies (voorhechtenis inbegrepen) is hij de langst zittende levende gedetineerde van België. De huidige nummer twee is Freddy Horion, die al sinds 1979 opgesloten zit voor zesvoudige moord.
Begin 2016 lokt Van Eyken ongewild heel wat commotie uit wanneer blijkt dat Minister van Justitie Koen Geens hem, ondanks een negatief advies van de gevangenisdirectie, de toestemming geeft de gevangenis voor één dag te verlaten om zijn zieke vriend, pater Jef Lannoo, te bezoeken. De beslissing is ook omstreden omdat ten gevolge van de in 2006 door voormalig Minister van Justitie Laurette Onkelinx ingevoerde verstrenging van de wet penitentiaire verlofdagen die niet kaderen in een voorwaardelijke invrijheidstelling niet langer toegelaten zijn. Van Eykens advocaat Walter Damen wijst er echter op dat Van Eyken voor 2006 al meer dan 80 penitentiaire verlofdagen heeft gekregen die telkens zonder problemen zijn verlopen. Bovendien, aldus Damen, laat de nieuwe wet de minister nog steeds toe om een occasionele uitgaansvergunning te verlenen.
Op 18 oktober 2017 kwam hij ook op tv na een pano-reportage: "hoe lang duurt levenslang". In deze reportage gaat het vooral over zijn leven in de gevangenis.

## Populaire cultuur
- In 2006 publiceerde VRT-journalist Louis Van Dievel, die in dezelfde wijk opgroeide als Van Eyken, "De Pruimelaarstraat" (Uitgeverij Houtekiet), een fictieroman geïnspireerd door het levensverhaal van Van Eyken.
- In 2009 volgde de gelijknamige theaterbewerking van het boek in het Mechelse theater 't Arsenaal geregisseerd door Michael De Cock met o.m. Vic De Wachter, Gilda De Bal en Jaak Van Assche in de hoofdrollen.[5]
- De Belgische kunstenaar Danny Devos maakte in 1994 een installatie getiteld "De Vampier van Muizen" met krantenknipsels over de moordzaak.[6]